# Retowy
Retowy (niem. Rettauen) – wieś w Polsce położona w województwie warmińsko-mazurskim, w powiecie bartoszyckim, w gminie Sępopol. W latach 1975–1998 miejscowość administracyjnie należała do województwa olsztyńskiego.

## Historia
W 1978 r. we wsi było 6 indywidualnych gospodarstw rolnych, gospodarujących na łącznym areale 87 ha. W tym czasie w miejscowości była biblioteka i świetlica. W 1983 r. we wsi były cztery domy z 14 mieszkaniami i 49 mieszkańcami.